# Jeff Wilbusch

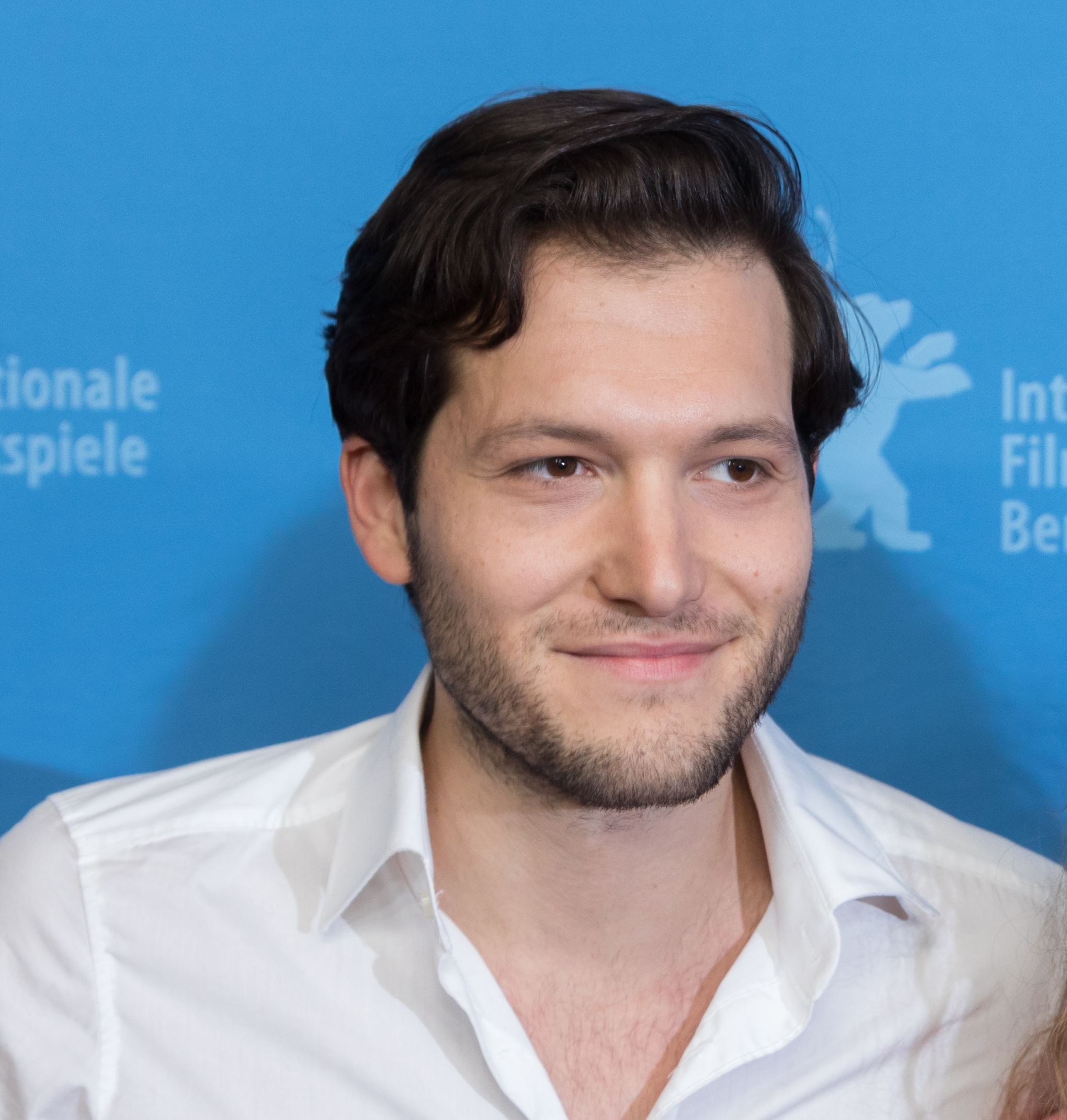
Jeff Wilbusch auf der Berlinale 2018

Jeff Wilbusch (hebräisch ג'ף וילבוש; geboren 1987 in Haifa als Isroel Iftach Wilbuschewitz) ist ein israelisch-deutscher Schauspieler.

## Leben
Wilbusch, der deutsche und niederländische Wurzeln hat, wuchs in Jerusalem auf. Viele Mitglieder seiner Familie waren deutsche Juden, die während der Zeit des Nationalsozialismus aus Deutschland geflohen und nach Palästina ausgewandert waren. Seine Muttersprache ist Jiddisch. Während seiner Schulzeit machte er Musik und spielte in einer Band (The Jeff Project). Er studierte zunächst Wirtschaftswissenschaften in den Niederlanden, der Heimat seiner niederländischen Mutter, und schloss das Studium mit dem Master ab. Er entschied sich dann jedoch für den Schauspielberuf und wurde an einer Schauspielschule in Israel angenommen. Während der Endphase seiner Masterarbeit bewarb er sich an der Otto-Falckenberg-Schule in München, wo er dann von 2011 bis 2015 sein Schauspielstudium absolvierte.
Während seiner Schauspielausbildung spielte er bereits an den Münchner Kammerspielen. Dort arbeitete er u. a. mit den Regisseuren Johan Simons, Stephan Kimmig und Martin Kušej zusammen. In der Spielzeit 2012/13 wirkte er dort in Johan Simons’ Theaterprojekt Urban Prayers mit. In seinem dritten Studienjahr spielte er die Rolle des Schöning in Christiane Pohles Inszenierung Lulu. Eine Monstretragödie; außerdem übernahm er, an der Seite von Sylvana Krappatsch, die Rolle des Dieners in Die Neger (Regie: Johan Simons, 2014). In der Spielzeit 2014/15 war er festes Ensemblemitglied der Münchner Kammerspiele. An den Münchner Kammerspielen trat er u. a. in Geschichten aus dem Wiener Wald (in den Rollen Erich, Emma und Hierlinger, Regie: Stephan Kimmig, 2014), in Hoppla, wir sterben! (Regie: Johan Simons, 2015) und als Rovo in Jagdszenen aus Niederbayern (Regie: Martin Kušej, 2015) auf. Daneben spielte er in Inszenierungen von Johan Simons bei der Ruhrtriennale (2015), den Wiener Festwochen (2014) sowie am Schauspielhaus Hamburg (2014).
Seit der Spielzeit 2015/16 ist Wilbusch festes Ensemblemitglied am Münchner Residenztheater. Zu seinen bisherigen Rollen dort gehörten u. a. Rovo in Jagdszenen aus Niederbayern (als Übernahme der Münchner Kammerspiele), Sextus Pompeius in Antonius und Cleopatra (Regie: Thomas Dannemann, 2015), Stronzo in Pinocchio (Regie: Thomas Birkmeir, 2015), der Kadett Biegler in Die Abenteuer des guten Soldaten Švejk im Weltkrieg (Regie: Frank Castorf, Premiere: Spielzeit 2015/16) und Abe in Geächtet von Ayad Akhtar (Regie: Antoine Uitdehaag, Premiere: Spielzeit 2015/16).
Wilbusch wirkte auch in einigen Filmrollen mit, u. a. als Max in dem Kinofilm Einmal bitte alles, der im Januar 2017 auf dem Max-Ophüls-Preis Festival seine Premiere hatte. Im Fernsehen war er im April 2016 in der ARD-Serie Um Himmels Willen in einer Episodenrolle zu sehen; er spielte den drogenabhängigen, holländischen „Loverboy“ Ben de Vries. In der deutsch-luxemburgischen Fernsehserie Bad Banks, deren erste Folgen am 21. Februar 2018 im Rahmen der Berlinale 2018 im Zoo Palast uraufgeführt wurden, verkörperte Wilbusch die Rolle des Noah Weisz, den Lebensgefährten der im Mittelpunkt der Handlung stehenden Jung-Bankerin Jana Liekam (Paula Beer).
Im Polizeiruf 110: Crash (Erstausstrahlung: September 2018) hatte Wilbusch eine der Hauptrollen, als Parfümerie-Verkäufer René Helms, ein „protziger Zocker“, der Ärger mit „Kredithaien“ hat, und als Mitglied einer Gruppe von Rasern, die sich „Le Magdeburg“ nennen, illegale Autorennen fährt. In der 4. Staffel der ARD-Serie Die Kanzlei (2018) spielte er eine der Episodenrollen als Erzieher Bernd Riedel, der wegen Körperverletzung angeklagt ist. In der 17. Staffel der ZDF-Serie SOKO Köln (2018–2019) übernahm er eine der Episodenrollen als vorbestrafter Hehler auf Freigang. In der 14. Staffel der ZDF-Serie Der Staatsanwalt (2019) übernahm er ebenfalls eine der Episodenrollen als LKA-Sonderermittler Nikos Weber.
In der Netflix-Miniserie Unorthodox übernahm er 2020 die Rolle des Moische Lefkovitch.
In dem österreichischen Kinofilm Schächten (2022) von Thomas Roth spielte er die Hauptrolle des jüdischen Unternehmersohns und Holocaust-Überlebenden Victor Dessauer.
Wilbusch lebt in Berlin und ist seit 2015 mit der Schauspielerin Anna Platen liiert.

## Filmografie (Auswahl)
- 2015: Beyond Words (Kurzfilm)
- 2016: Um Himmels Willen (Fernsehserie; Folge: Erste große Liebe)
- 2017: Einmal bitte alles (Kinofilm)
- 2017: Lockdown: Tödliches Erwachen (Fernsehfilm)
- 2018–2020: Bad Banks (Fernsehserie; 8 Folgen)
- 2018: Polizeiruf 110: Crash (Fernsehreihe)
- 2018: Die Kanzlei (Fernsehserie; Folge: Fremde Federn)
- 2018: Die Libelle (Fernsehserie; 3 Folgen)
- 2019: SOKO Köln (Fernsehserie; Folge: Schuld)
- 2019: Der Staatsanwalt (Fernsehserie; Folge: Ein zweites Leben)
- 2019: Die Spezialisten – Im Namen der Opfer (Fernsehserie; Folge: Fahnenflucht)
- 2020: Unorthodox (Miniserie; 4 Folgen)
- 2021: Dawn Breaks Behind the Eyes (Spielfilm)
- 2021: 3 ½ Stunden (Fernsehfilm)
- 2022: Keep Breathing (Miniserie; 6 Folgen)
- 2022: Schächten
- 2022: The Calling (Fernsehserie; 8 Folgen)
- 2022: Keep Breathing (Fernsehserie, 6 Folgen)

## Auszeichnungen
- 2021: Satellite Award: Bester Nebendarsteller in einer Serie, Miniserie oder einem Fernsehfilm[12]